# Сражение при Ламбюзаре
Сражение при Ламбюзаре (фр. Lambusart) — четвертая попытка французской армии пересечь реку Самбру, произошедшая 12—16 июня 1794 года во время войны Первой коалиции в эпоху французских революционных войн. Французская армия во главе с генералом Жаном Батистом Журданом попыталась перейти через реку Самбра и закрепиться на ее северном берегу, осадив крепость Шарлеруа, но была отброшена объединенной австро — голландской армией принца Вильгельма Оранского.

## Перед сражением
По распоряжению французского правительства, все войска, собранные возле Шарлеруа — три дивизии Дежардена из Северной армии, Арденская и Мозельская — соединились в одну общую армию, получившее название Самбро — Маасской. Комитет общественного спасения назначил командующим этой армией генерала Журдана. Численность доходила до 90 тысяч, включая корпус Шерера, охранявший Самбру от Мобежа до Тюэна.

## Ход сражения
Сразу же после того, как Журдан принял командование и осознал силу и положение своих войск, он принял меры к новому переходу через Самбру, который состоялся 12 июня. Армия отбросила слабый австрийский кордон из четырех батальонов пехоты и нескольких эскадронов конницы и вернулась на позиции, которые она занимала десятью днями ранее, а Шарлеруа подвергся блокаде во второй раз. 68 000 бойцов окружили эту крепость, еще 7000 наблюдали за гарнизоном Намюра в долине Мааса.
Главные силы противника стояли по-прежнему в Рувруа, а корпус Больё — 12 батальонов и 16 эскадронов — был расположен при Андуа (около Намюра).
Принц Оранский, узнав об очередной, четвертой, переправе французов, 13 июня во главе 50 000 штыков и сабель двинулся на Журдана. Усиленными переходами союзная армия перешла из Рувруа на брюссельскую дорогу и 14 июня прибыла в Марбе, между лесами Далхютте и Буретт. Корпус Больё, получивший приказ соединиться с ним, прибыл из Сомбрефа на рассвете 15 июня. После однодневного отдыха было решено перейти в наступление 16 июня.
Французская армия, ожидая подхода войск противника, заняла то же поле боя, что и 3 июня, и прикрыла осаду Шарлеруа. Позиция французов, чей левый фланг был направлен к Тразеньи, центр от Госсели до Рансара, правый — к Ламбюзару, была слишком растянута, но подкрепление мозельской армии позволило лучше укрепить этот рубеж. Вновь организованные войска были распределены следующим образом: генерал Клебер с левым крылом, сформированным из бывшего корпуса Дежардена, расположился лагерем на высотах Курселя, удерживая Пьетон, Форши и Тразеньи перед своим фронтом. В центре дивизия генерала Морло расположилась лагерем перед Госсели. Шампионне растянулся между Эпиньи и Вагне (Ванжани), и аванпосты занимали Пон-а-Миньелуп (Пон-а-Миньту), Мелле и Сен-Фиакр. Генерал Лефевр, расположенный между Вагне и Ламбюзаром, удерживал Флёрюс своими заставами. Генерал Марсо с двумя дивизиями Арденнской армии сформировал правый фланг от Кампинерского леса до Самбры, охраняя мост в Тамине и имея аванпосты в Боле, Ванферси и Велене. Кавалерийский резерв под командованием генерала Дюбуа стоял в Рансаре. Осадный корпус генерала Атри расположился вокруг Шарлеруа на обоих берегах Самбры.
Журдан чувствовал невыгодность такой позиции и поэтому захотел взять на себя инициативу наступления. Дивизиям Лефевра, Шампионне и Морло, а также кавалерийскому резерву, было приказано атаковать принца Оранского у Труа-Бра. Но последний его опередил и заставил вступить в бой. Принц Оранский двинулся вперед пятью колоннами. Первые четыре должны были сосредоточить свои усилия на центре и справа, пятая была предназначена для сдерживания левого фланга французов.

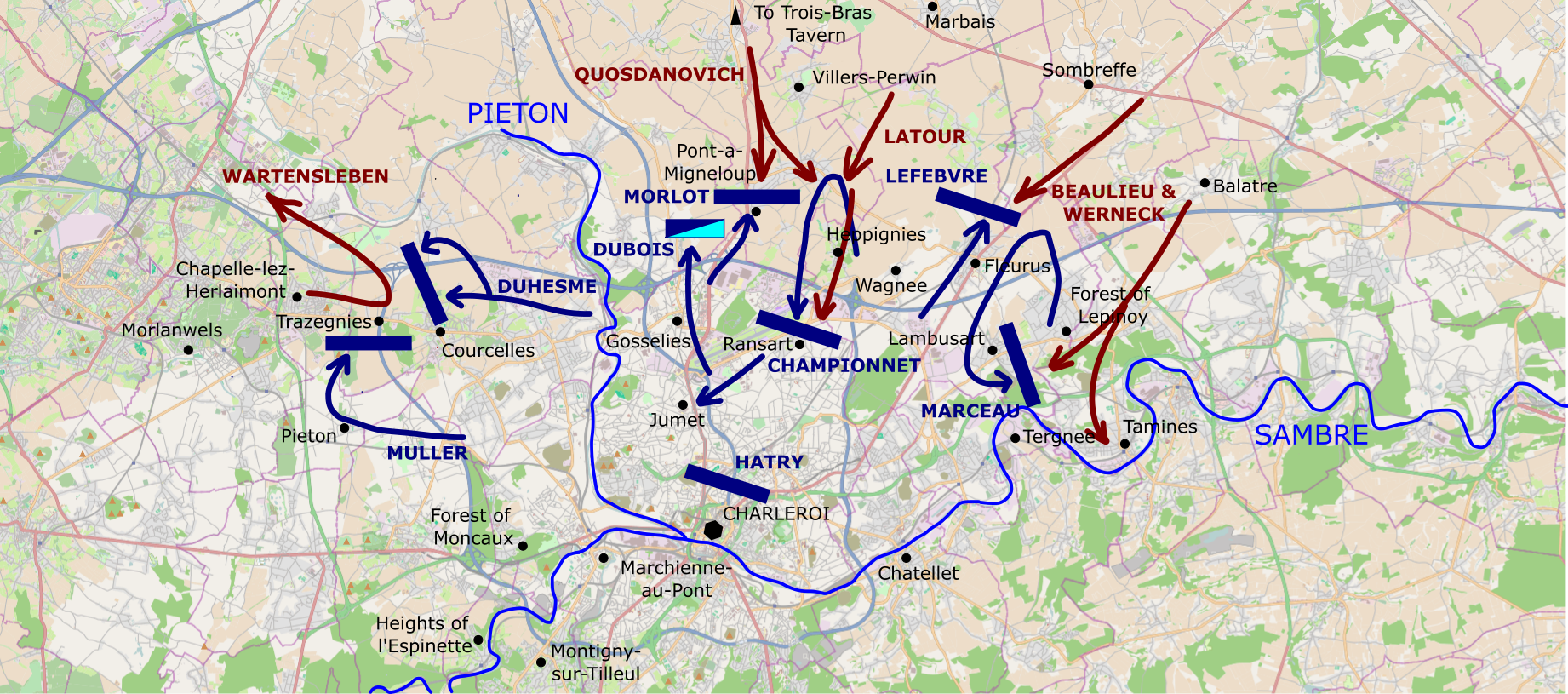
Ход сражения при Ламбюзаре (16 июня) до 11 часов утра.

16 июня очень густой туман остановил движение центра французов. Журдан, тем не менее, думая, что плохая видимость облегчит его войскам приближение к противнику, приказал двигаться дальше, но едва войска вышли из лагеря, как сильная канонада, направленная на аванпосты, заставила его вернуть свою армию на исходные позиции.
В это время первая австрийская колонна, выступившая чуть раньше, почти сразу захватила Велан и высоты у часовни Сен-Барбе. Вскоре после этого она через Кампинер соединилась со второй, которая под командой генерала Вернека захватила Флёрюс. Латур, в свою очередь, после очень ожесточенной борьбы утвердился в Эпиньи. Генерал Квозданович, оттеснив с четвертой колонной аванпосты французов в Мелле и Фрасне, уже собирался овладеть Пон-а-Миньелупом, когда Журдан поспешил в Госсели с частью кавалерийского резерва. Австрийская колонна была атакована генералом Дюбуа, разбившим ее, захватившим 600 человек и семь орудий. Успех этой контратаки позволил войскам Морло вернуться на свой первоначальный пост.
Вартенслебен, отняв у бригады Фузье ретраншементы в Тразени, вскоре был остановлен Клебером. Генерал Дюэм с бригадой Бернадота вернул этот пост в штыковой контратаке и простоял там под картечными выстрелами до одиннадцати часов, когда туман рассеялся. Клебер, отбивший несколько кавалерийских атак австрийцев, перешел в контратаку своими флангами. На правом фланге он был поддержан дивизией Мюллера, а на его левом бригада Бернадота двинулась вперед колонной побатальонно. Австрийцы не выдержали удара и отступили. Затем Клебер, построив свои войска над Тразеньи и недалеко от древней дороги римлян, готовился обойти Пьетон своими двумя колоннами, когда артиллерийский обстрел со стороны противника приостановил его победоносный марш.
Таким образом, в одиннадцать часов дня бой с неопределенным результатом шел по всей линии. Союзники, сначала получившие преимущество, были остановлены слева Клебером, в центре — Журданом. Победа даже качнулась в сторону французов, ибо Шампионне одержал верх над Латуром, а Лефевр выгнал стрелков Вернека из деревни Флёрюс.

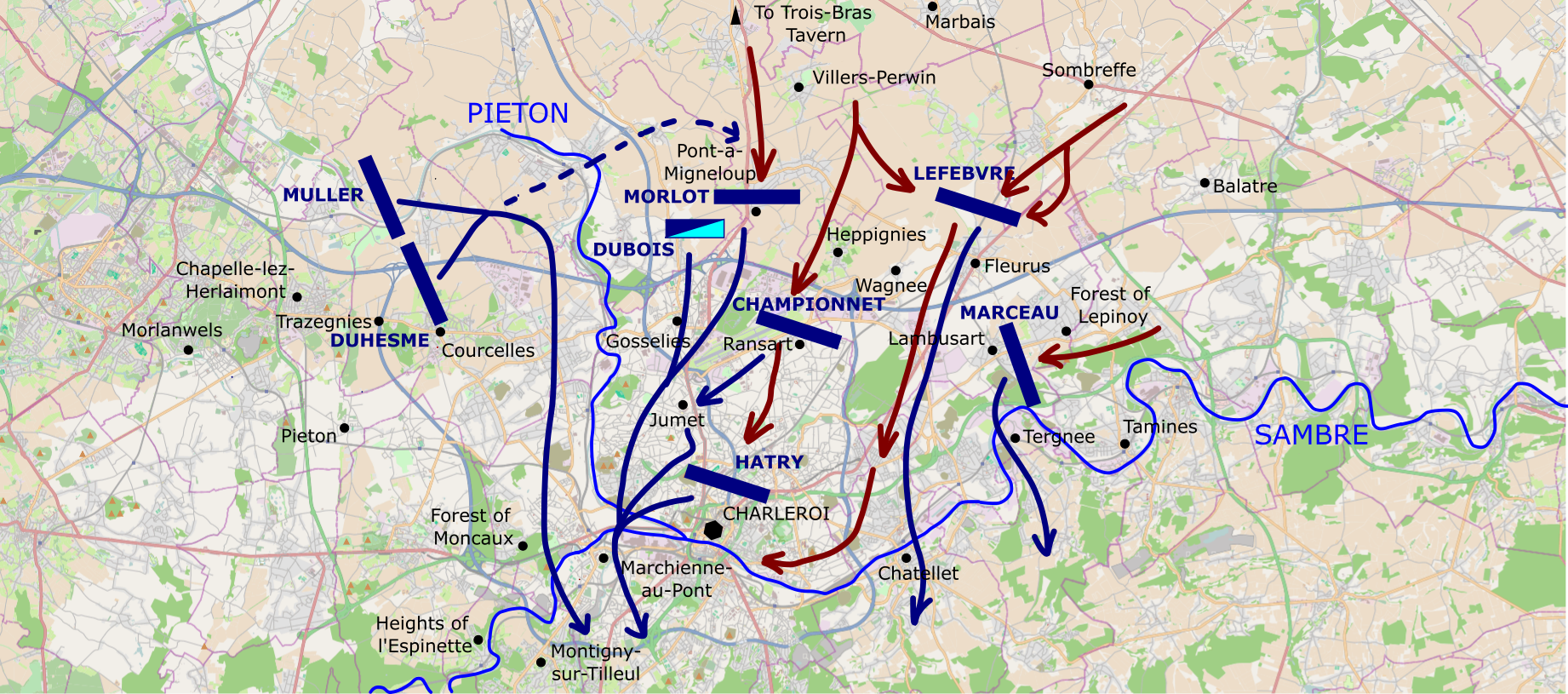
Ход и завершение сражения после 11 часов утра.

Но Больё и начальник штаба Альвинци, объединив две левые колонны, направили их под прикрытием многочисленной артиллерии против Ламбюзара и Кампинера. Эти усилия, предпринятые, когда туман рассеялся, дали желаемый эффект. Войска Лефевра, лишенные боеприпасов и запуганные развертыванием этих сил, отказались от продолжения контрудара и в беспорядке отступили к Шатле, где отошли на южный берег Самбры. Затем к этому пункту двинулась австрийская бригада, установившая там батарею, чтобы перекрыть дефиле. Основная часть двух левых колонн немедленно двинулась в образовавшуюся брешь против дивизии Шампионне, которая отступала на плато Жюмель. Больё из Кампинера двинулся в Рансар и поддержал наступление против Шампионне. В это время как Латур, воодушевленный этими успехами, вышел из Эпиньи, чтобы двинуться к лесу Ломбюэ.
Это концентрическое движение трех австрийских левых колонн заставило Шампионне и Морло отступить. Последний, которого Квозданович настойчиво выдавливал и которому грозил охват с тыла, покинул Пон-а-Миньелуп и, отступив, соединился c Шампионне перед Буа-де-Жюмель.
Генерал Атри поспешно снял осаду Шарлеруа и снова переправлялся через реку в Маршьен-о-Пон.
В этот критический момент генерал Журдан, находившийся далеко от своего правого фланга, видя, что его центр подавлен и почти опрокинут в дефиле Самбры, приказал армии отступать. Клебер, расположившийся на высотах Лерне, прикрыл беспорядочное отступление.

## Результаты
Потери союзников составили 2200 человек, французов — 3000 и 16 орудий. Союзники не преследовали французов и расположились лагерем недалеко от поля сражения, около Герлемона. Французская армия, перейдя Самбру, остановилась позади Маршьен-о-Пона, при Монтиньи.
Принц Кобургский, проинформированный об этом важном успехе, считал свое левое крыло надолго обеспеченным от попыток наступления противника, и вместо того, чтобы присоединиться к принцу Оранскому с войсками лагеря, расположенного в Турне, чтобы завершить разгром Журдана, стал помогать Клерфайту бороться с Пишегрю.